# Para Sempre (álbum de Renato Russo)
Para Sempre (Renato Russo) é um álbum de Renato Russo lançado em 2001, como parte da série Para Sempre, da gravadora EMI.

## Faixas
1. E Tu Come Stai
2. Scrivimi
3. Ti Chiedo Onesta
4. Somewhere
5. Passera
6. Send In The Clowns
7. Miss Celie's Blues
8. Dolcissima Maria
9. Il Mondo Degli Altri
10. Più O Meno
11. If I Loved You
12. Cherish
13. Cathedral Song
14. Lettera